# WINGS OF LIGHT "THE GATES OF HEAVEN" TOUR
『WINGS OF LIGHT "THE GATES OF HEAVEN" TOUR』（ウイングス・オブ・ライト・ザ・ゲート・オブ・ヘブン・ツアー）は、松任谷由実（ユーミン）のライブビデオ。1991年7月5日発売。発売元は東芝EMI。

## 解説
- キャッチコピーは『扉は開かれた』。
- 1990年12月4日から1991年4月28日にかけ、14会場で全34公演を開催した「CONCERT TOUR 天国のドア（THE GATES OF HEAVEN）」から、1991年3月3日から3月6日に行われた大阪城ホール公演を収録している。アメリカ合衆国の映像制作会社プロパガンダ・フィルムズによって撮影された[1]。
- コーラスに、メジャーデビュー前の高橋洋子と奥井雅美が参加している。
- DVD版は特典映像として、マーク・ブリックマンのインタビューを収録している。

## 収録曲
1. ―Prologue―
2. 時はかげろう
3. Aはここにある
4. 時のないホテル
5. 一緒に暮らそう
6. Miss BROADCAST
7. WANDERERS
8. Man In the Moon
9. SAVE OUR SHIP
10. 天国のドア
11. SWEET DREAMS
12. ダイアモンドダストが消えぬまに
13. 14番目の月
14. 守ってあげたい
15. カンナ8号線
16. ベルベット・イースター

- 作詞・作曲：松任谷由実（#1～#12,#14～#15）、荒井由実（#13,#16）　編曲：武部聡志

## セットリスト
- 太字は未収録曲

1. 時はかげろう
2. Aはここにある
3. Glory Birdland
4. ホタルと流れ星
5. 時のないホテル
6. 一緒に暮らそう
7. Miss BROADCAST
8. WANDERERS
9. ツバメのように
10. Man In The Moon
11. ベルベット・イースター (弾き語り)
12. スラバヤ通りの妹へ (途中まで弾き語り)
13. SAVE OUR SHIP
14. 天国のドア
15. SWEET DREAMS
16. ダイアモンドダストが消えぬまに
17. 満月のフォーチュン
18. 14番目の月
19. 守ってあげたい (EC)
20. カンナ8号線
21. 卒業写真 (DC)

## 参加ミュージシャン
- ドラム：江口信夫
- ベース：田中章弘
- ギター：市川祥治、中川雅也
- キーボード：武部聡志
- コーラス：遠藤由美、高橋洋子、奥井雅美